# حرب إنغوشيا
بدأت حرب إنغوشيتيا في عام 2007 كتصعيد للتمرد في إنغوشيتيا المرتبط بالصراع الانفصالي في الشيشان. وصف نشطاء حقوق الإنسان المحليون والسياسيون المعارضون الصراع بأنها حرب أهلية؛ وأشار آخرون إليها على أنها انتفاضة. بحلول منتصف عام 2009، تجاوزت إنغوشيتيا الشيشان باعتبارها أعنف جمهوريات شمال القوقاز. ومع ذلك، بحلول عام 2015 ضعف التمرد في الجمهورية بشكل كبير، وانخفض عدد الضحايا بشكل كبير في السنوات الفاصلة.

## التاريخ
في 26 يوليو 2007، انطلقت عملية أمنية واسعة النطاق في إنغوشيتيا، اندلعت بسبب سلسلة من الهجمات، بما في ذلك محاولة اغتيال الرئيس مراد زيازيكوف قبل خمسة أيام. أرسلت موسكو 2500 جندي إضافي من قوات الدفاع المدني، أي ما يقرب من ثلاثة أضعاف عدد القوات الخاصة في إنغوشيتيا. وفي الأيام التالية، تم اعتقال المئات من الرجال في عمليات التمشيط، فيما قُتل وجُرح عدد من ضباط الأمن في الهجمات المستمرة. بحلول أكتوبر 2007، صدرت أوامر للشرطة وقوات الأمن في إنغوشيتيا بوقف إبلاغ وسائل الإعلام بأي «حوادث ذات طبيعة إرهابية».
في عام 2008، قُتل ماغوميد يفلوييف، صاحب موقع المعارضة الناقد للغاية، أثناء احتجازه لدى الشرطة. اتسمت أعقاب القتل بتصاعد النشاط الانفصالي والعداء تجاه روسيا والروس بين الإنغوشيون. في قلب هذا الجدل كان الرئيس مراد زيازيكوف الذي لا يحظى بشعبية كبيرة، وهو جنرال سابق في المخابرات السوفياتية (لجنة أمن الدولة) والذي تعرض لانتقادات من قبل جماعات حقوق الإنسان والبعض في الحكومة الروسية. استهدف انتحاري وزير داخلية إنغوشيتيا موسى ميدوف في أكتوبر 2008. وفي النهاية طُلب من زيازيكوف الاستقالة. في 30 أكتوبر 2008، وقع الرئيس الروسي دميتري ميدفيديف مرسومًا يقضي بإزالة زيازيكوف من منصبه واستبداله بالمقدم يونس بك يفكيروف، وقد أشادت المعارضة الإنغوشية بهذا الأمر باعتباره انتصارا.
ومع ذلك، فإن العنف لم ينته. وفقًا لمصادر الشرطة، قُتل ما يقرب من 50 شخصًا (من بينهم 27 متمرداً و 18 شرطياً ومدنيان) في الاشتباكات الشبه اليومية في هذه الجمهورية الصغيرة (أقل من 500000 نسمة) في الأشهر الثلاثة الأولى من عام 2009. الاغتيالات ومحاولات الاغتيال استمرت. في 10 يونيو 2009، قُتل آزا جازجيريفا، نائب رئيس المحكمة العليا في إنغوشيتيا، بالرصاص، وفي 13 يونيو، قُتل نائب رئيس الوزراء السابق بشير أوشيف خارج منزله. وأصيب رئيس إنغوشيتيا يفكيروف بجروح خطيرة في هجوم انتحاري في 22 يونيو، وقتل وزير البناء رسلان أميرخانوف في مكتبه في أغسطس. في أكتوبر 2010، أعلن فرع ولاية غالغايشو التابع لمجموعة إمارة القوقاز الإسلامية عن وقف قتل ضباط الشرطة؛ وبحسب الرئيس يفكيروف، قُتل 400 ضابط شرطة في إنغوشيتيا في السنوات الخمس الماضية في 2 أكتوبر 2010.
بعد عام 2010، بدأت مستويات العنف في إنغوشيتيا في الانخفاض، واستمر هذا الاتجاه، حيث انخفض إجمالي عدد الضحايا في الجمهورية بأكثر من 60 في المائة من 2013 إلى 2014. في عام 2014، قتل زعيم التمرد آرثر غيتاجازيف على أيدي قوات الأمن. في منتصف عام 2015، صرح يونس بك يفكيروف أن التمرد في الجمهورية قد «هُزم». وقال إن 80 مقاتلاً من المجموعة قد سلموا أنفسهم وتم العفو عنهم وإن عدد المتمردين النشطين المتبقين انخفض بشكل كبير. الأسباب المقترحة لهذا الانخفاض، والتي انعكست على نطاق أوسع خلال التمرد في شمال القوقاز، شملت مقتل قادة التمرد رفيعي المستوى، وزيادة استهداف قوات الأمن للبنية التحتية الداعمة التي يعتمد عليها المتمردين، ونزوحهم إلى مناطق الصراع الأخرى.

## روابط خارجية
- كيف جاءت الشيشان إلى إنغوشيتيا، الغارديان، 8 يوليو 2008
- تمرد إنغوشيتيا يضيف إلى عدم استقرار شمال القوقاز في روسيا، مراجعة السياسة العالمية، 18 نوفمبر 2008
- إنغوشيتيا تحت الحصار، هيومن رايتس ووتش، 1 يوليو 2009
- التخلي عن إنغوشيتيا، أوبن ديموكراسي، 16 أغسطس 2009
- تمرد إنغوشيتيا يتفاقم، بي بي سي نيوز، 12 نوفمبر 2009 (فيديو)